# Wohnpark Alterlaa

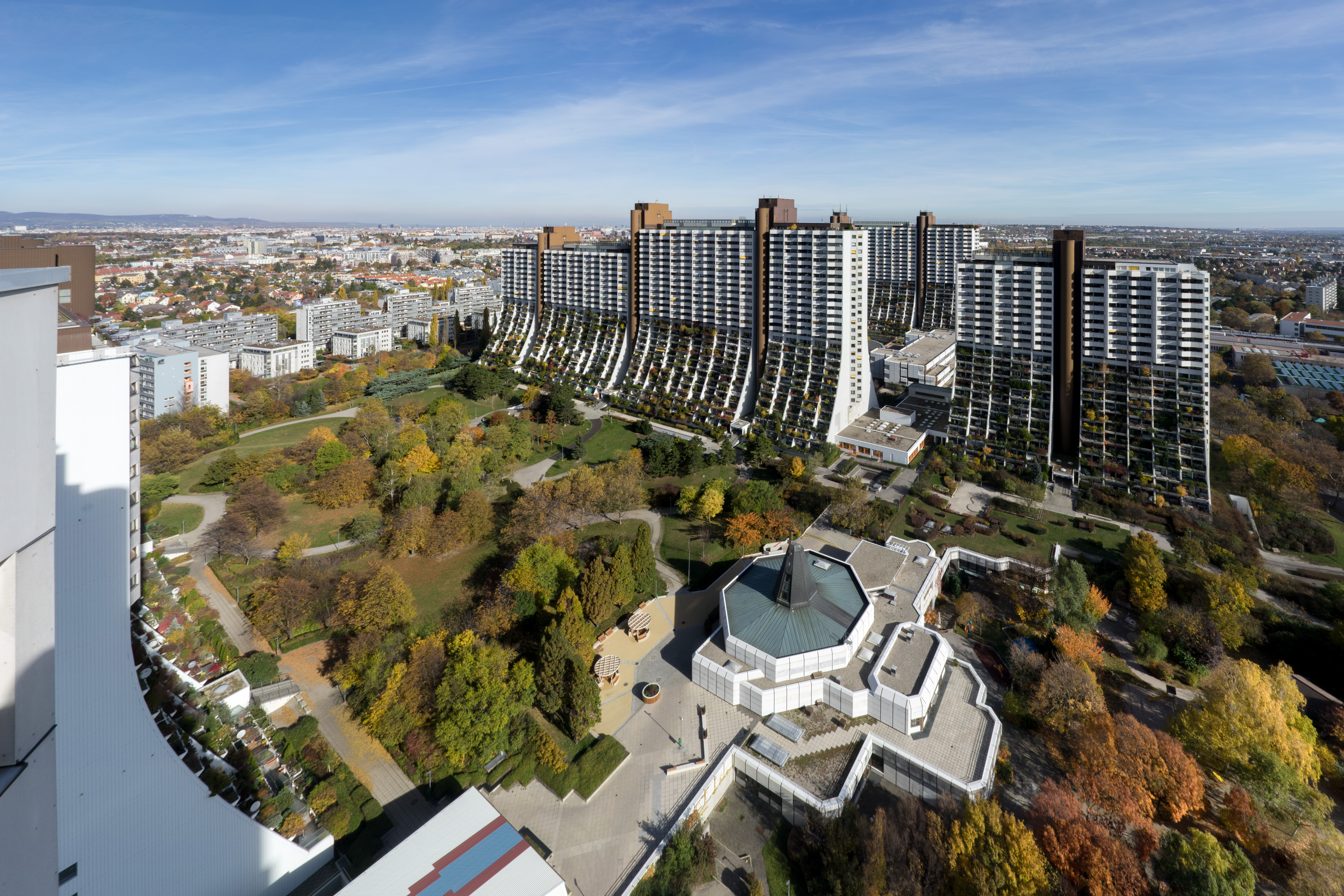
Wohnpark Alterlaa

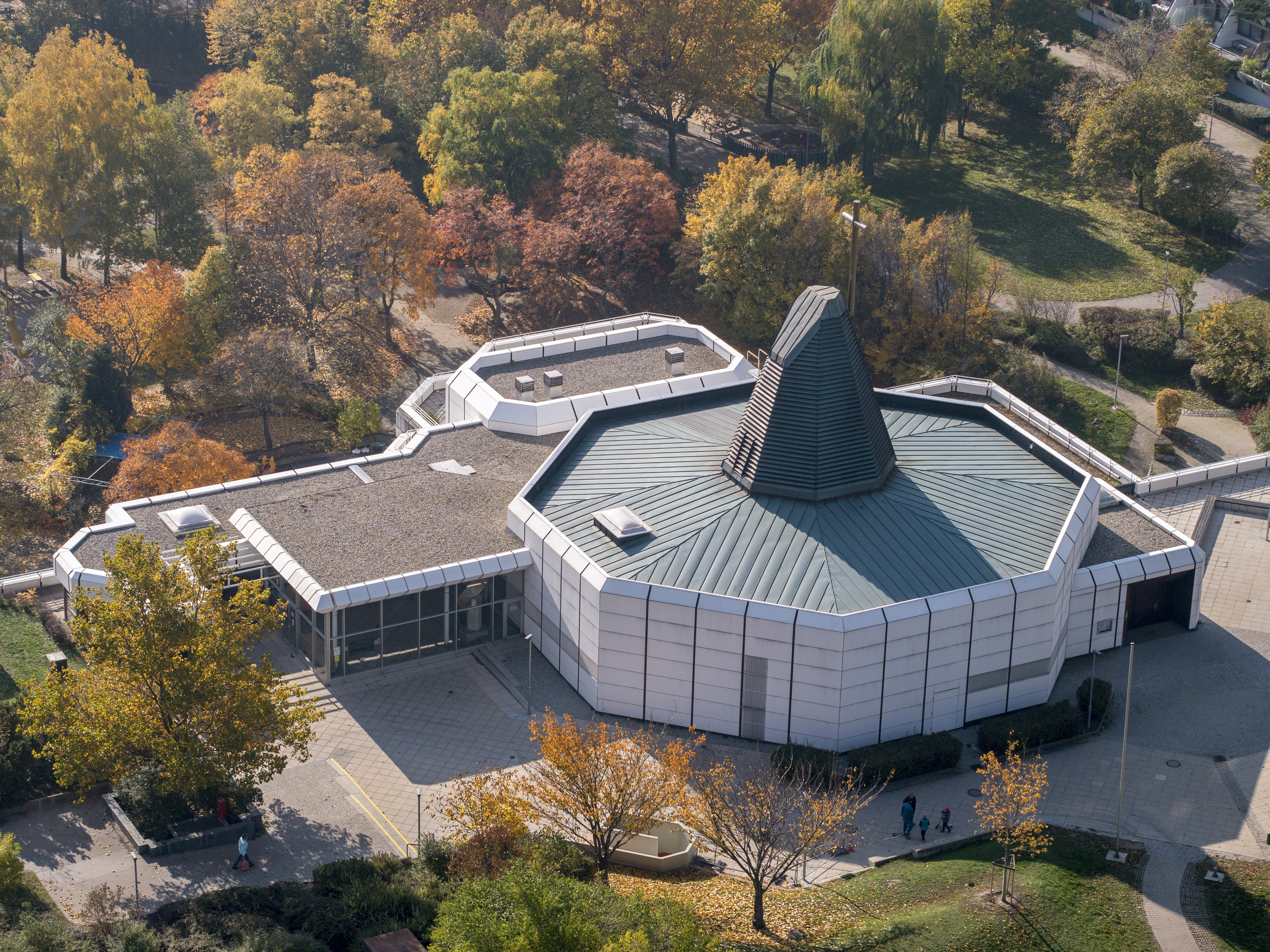
Místní kostel

Wohnpark Alterlaa je sídliště ve Vídni. Nachází se ve 23. obvodu Vídně Liesing na jihozápadním okraji města. Má rozlohu 240 000 m² a nachází se zde     3 200 bytů pro zhruba 9 000 lidí. Průměrná velikost bytu je 74,5 m².
Sídliště bylo postaveno firmou Gesiba v letech 1973 až 1985 a bylo pojmenováno podle nedalekého zámku Alterlaa. Architekt Harry Glück je projektoval jako soběstačné satelitní město s obchody, restauracemi, školami, ordinacemi lékařů, parkem a sportovními hřišti. Nachází se zde také katolický kostel Matky Marie.
Tvůrci projektu se poučili z případu nedalekého sídliště Am Schöpfwerk a snažili se vytvořit kvalitní a cenově dostupné bydlení, kde budou mít lidé dostatek soukromí a přitom i možnost společenského vyžití. Nájemné ceny jsou však vyšší než u státních bytů. Navzdory názorům, že činžák nemůže nikdy poskytnout takový komfort jako vlastní dům, Alterlaa dlouhodobě vítězí v anketách o nejpříjemnější místo k životu ve Vídni.
Domy jsou seskupeny do tří hlavních bloků s délkou 400 metrů a maximální výškou 85 metrů. Jsou postaveny ve stylu brutalismu, směrem do výšky se zužují a vytvářejí terasy osázené zelení. Aby se předešlo stereotypu, v dispozici bytů se vystřídalo 35 různých typů. Každý byt má 1 až 3 terasy, podle velikosti bytu. Ve větších bytech jsou 2 koupelny, jako 2 WC. Celý komplex je bezbariérový. V každém z 12 vchodů jsou 4 rychlojezdící výtahy. Obyvatelům jsou určeny klubovny, na střechách budov je 7 bazénů a v budovách se nachází též 7 krytých bazénů s wellnesovými komplexy. Vede sem jedna z tras vídeňského metra (U6). Nájemníci také mohou využívat podzemní parkoviště. Všechny tři bloky jsou podzemě spojeny. Zde je zařízena velká sběrna odpadu. Běžný odpad je soustředěn přes polykač odpadků, který je na každém patře a je profesionálně, několikrát denně, odsáván. Wohnpark Alterlaa má svojí vlastní ochranku, která je 24 hodin v provozu. Dvě třetiny celého pozemku tvoří zelená plocha, která má 123 000 m².
Interiéry domů vyzdobili přední rakouští umělci jako Alfred Hrdlicka, Georg Eisler, Fritz Martinz nebo Linde Waberová.
Natáčel se zde jeden z dílů seriálu Medicopter 117. V areálu také vycházejí vlastní noviny Wohnpark Alterlaa Zeitung.